# Памплемус
Памплемус (англ. Pamplemousses) — округ Маврикія, розташований на півночі острова Маврикій. Найбільший населений пункт — село Тріоле. Слово pamplemousses французькою мовою означає «грейпфрути». В районі розташований один з найстаріших ботанічних садів в Південній півкулі — Ботанічний сад Памплемус. Чисельність населення дорівнює 138 339 людини (на 2010 рік). Площа становить 178,7 км², щільність населення — 774,14 чол./Км².